# Occitania

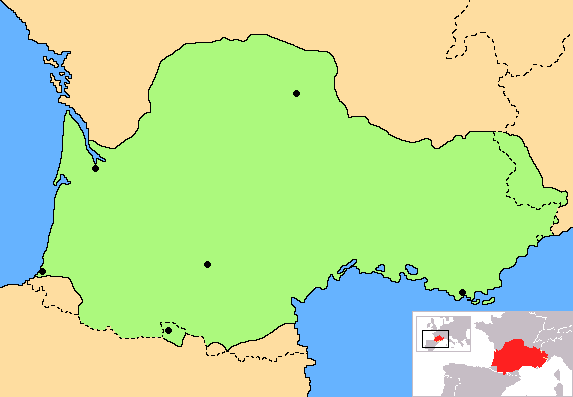
Mapa político de Occitania. Destacadas con puntos negros las ciudades de Toulouse, Burdeos, Bayona, Marsella, Viella y Clermont-Ferrand.

Occitania (en occitano: Occitània, pronunciado como /utsiˈtanjɔ, uksiˈtanjɔ, ukʃiˈtanjɔ, uksiˈtanja/) es una región histórica situada en el suroeste de Europa que comprende el área de territorios donde el idioma occitano fue la lengua vernácula, junto a la cultura desarrollada en las zonas de mayor influencia de dicha lengua romance.
Corresponde en su mayor extensión con el Mediodía francés, aunque comprende también el Valle de Arán, situado en la cordillera de los Pirineos (norte de España), y algunos valles alpinos llamados Valles Occitanos, pertenecientes a la región italiana del Piamonte, así como Mónaco.

## Etimología
Occitania es un vocablo surgido a finales del siglo XIII en la literatura latina. Se origina por la contracción de dos expresiones, Occ aludiendo a la lengua d'oc propia hablada, nombre dado por Dante y la terminación -tania probablemente en imitación al vocablo Aquitania correspondiente al ducado respectivo.

## Historia
Occitania ha sido desde tiempos remotos un cruce estratégico entre todo tipo de culturas, principalmente gracias a su particular microclima favorable al asentamiento humano. En el territorio occitano se encuentran yacimientos que datan del Paleolítico y el Neolítico. Fenicios y etruscos, culturas mercantiles mediterráneas, comerciaban en las costas occitanas. Los griegos establecieron colonias fundando ciudades como Marsella, Niza o Agda. Los pueblos celtas fueron relativamente poco numerosos en esta tierra, pero la influencia de sus tradiciones fue notable en los métodos de pesca y caza, la música, la incineración de los muertos o la elaboración del metal. 
El posterior Imperio romano invadió los territorios occitanos en dos etapas, introduciendo entre la población su concepto de Estado, de administración, de organización social, de costumbres como el cultivo de la vid, la urbanización y el idioma, el latín, lengua madre del occitano. Tras las oleadas de invasiones bárbaras (alanos, suevos y vándalos), la región experimentó el paso y ocupación de visigodos y ostrogodos, escandinavos (normandos, vikingos), vascones y musulmanes.
Durante la Edad Media, heredera de la cultura latina y de una parte de elementos celtas, Occitania llegó a convertirse en uno de los centros más activos de la cultura románica a partir del siglo IX. Así, el occitano fue una de las primeras lenguas que sustituyó al latín en muchos actos, documentos, piezas literarias y obras científicas: las primeras gramáticas como las Leys d'amors, anteriores a la de Nebrija, se escribieron en dicho idioma.
Tres siglos consecutivos, desde el siglo XI hasta el XIII, fueron la mayor época de esplendor de la cultura occitana. El idioma occitano escrito, gracias a su cultura refinada, se situó como un tipo de lengua modelo particularmente con el nacimiento de la literatura trovadoresca y su extensión por la mayor parte de Europa Occidental, pudiéndose citar la influencia que ejerció sobre las tierras de lengua catalana hasta la época del popular literato Ausiàs March. Ejerció también influencias políticas transmitidas, como la elaboración de los fueros de los territorios del Reino de Navarra y la Corona de Aragón, a semejanza del modelo de «independencia de hecho», y prosperidad que ello otorgaba, que existía en territorio occitano (Condado y posteriormente Vizcondado de Carcasona, Condado de Tolosa, Condado de Foix, Condado de Provenza y Ducado de Aquitania), si bien la unidad de los territorios occitanos era en realidad una unidad cultural y lingüística pero no política intrínsecamente en sí.
Durante la Cruzada albigense, el Ejército francés liderado por Simón de Montfort atacó y saqueó las principales ciudades que acunaban la cultura occitana, invadiendo el territorio del Conde de Tolosa Ramón VI. El conde reunió y convocó a sus aliados, entre los cuales figuraba el rey Pedro II de Aragón. La Batalla de Muret, acaecida en septiembre del año 1213, significó el final de la Edad de Oro de la cultura occitana con la muerte del Rey de Aragón por una parte y, sobre todo, por la derrota de las tropas occitano-aragonesas; frenando la expansión de la Corona de Aragón en la zona del Mediodía francés. El Languedoc pasaba así a ser una dependencia de la corona de Francia. Desde mediados del siglo XIII hasta principios del siglo XVII, casi todos los territorios de los señores occitanos fueron incorporados al Reino de Francia.

## Territorio y regiones

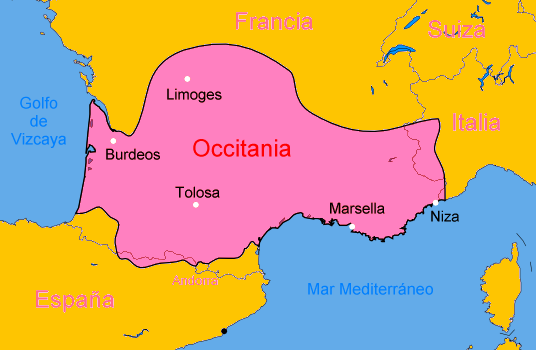
Mapa político de Occitania según el nacionalismo occitano.

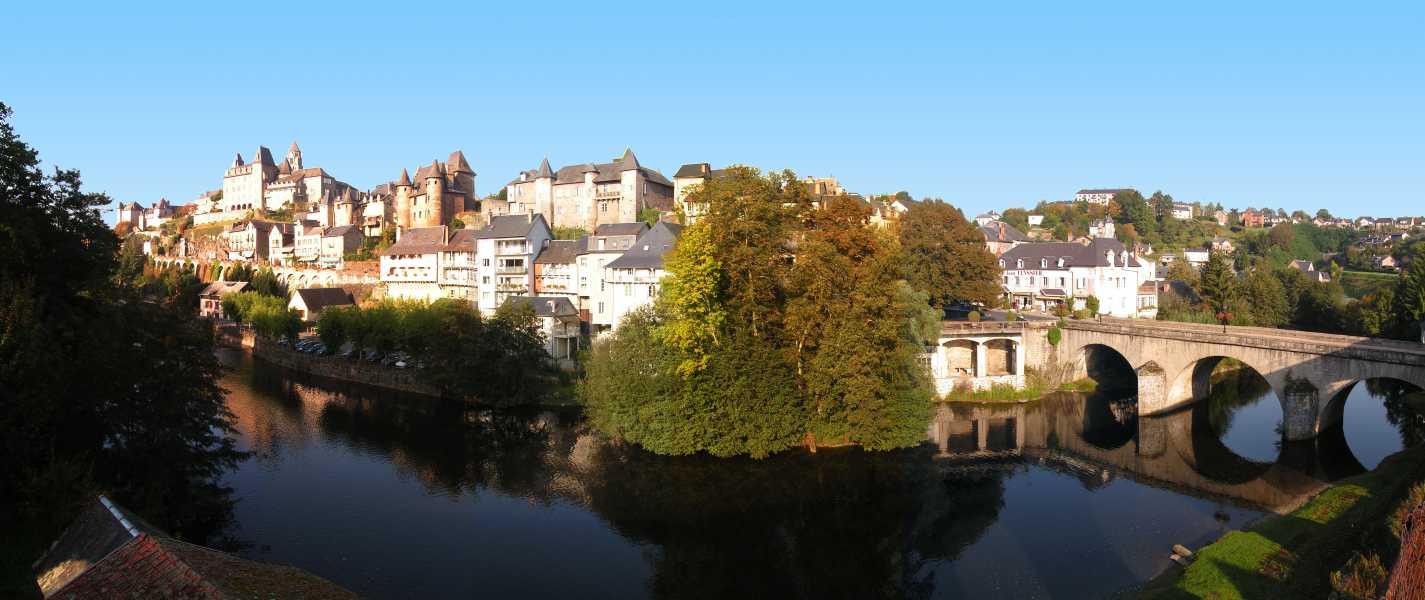
Uzerche, localidad del Lemosín, uno de los territorios considerados como parte de Occitania.

Occitania se encuentra situada entre el golfo de Vizcaya y los Alpes occidentales, y entre el Macizo Central (en occitano: Massís Central) francés, el mar Mediterráneo y los Pirineos (en occitano Pirinèus) centrales. Tres cuencas fluviales se destacan en Occitania: la del Ródano en el este y afluente del Mediterráneo y las del Garona y el Loira en el oeste, estas dos cuencas occidentales afluyen directamente al océano Atlántico, la del Lèger señala aproximadamente los límites históricos entre la zona de la lengua de Oc, es decir, la Occitania (al sur) y la lengua de oil o francés (el área al norte de este río, en donde prepondera absolutamente el idioma francés, es el territorio llamado Francimania por los occitanos).
De este modo, el «País Occitano» abarca una extensión aproximada de unos 200 000 km², en la que viven unos 15 millones de habitantes.
Comprende siete regiones históricas, en la mayor parte de las cuales se habla algún dialecto del occitano: Gascuña y Guyena en la zona occidental; Lemosín y Auvernia en el norte; el Delfinado y la Provenza en la zona oriental y el Languedoc al sur. Occitania no tiene ninguna entidad política unificada, por lo tanto, no es posible identificar una capital. No obstante, el nacionalismo occitano siempre ha tendido mayoritariamente a ubicar la capital de una posible Occitania independiente en la ciudad de Toulouse, al ser el principal centro económico del país.
Administrativamente, el ámbito cultural occitano se extiende por: 
- Las regiones francesas de Occitania (salvo la mayor parte del departamento de los Pirineos Orientales, que es de lengua y cultura catalana, siendo la Fenolleda de cultura occitana), Provenza-Alpes-Costa Azul y parte de Auvernia-Ródano-Alpes, Centro-Valle de Loira y Nueva Aquitania.

- El Principado de Mónaco (más por su situación geográfica que por el uso real de la lengua occitana en este).

- Las Valadas Occitanas en el noroeste de Italia (mayoritariamente en la región del Piamonte).

- El Valle de Arán, en la comunidad autónoma de Cataluña, al noreste de España.

Sin embargo, las llamadas «regiones desoccitanizadas» de Francia, tales como el Poitou, el Saintonge y el Angoumois se consideran actualmente voluntariamente separadas de la definición territorial y cultural correspondiente a Occitania.

## Cultura

### Lengua
El occitano es la lengua más central de las lenguas románicas; a consecuencia de esto, mientras las influencias exteriores han ido incidiendo sobre la periferia lingüística románica, esta zona central ha ido recibiendo menos influencias, y así ha nacido el occitano. Otra hipótesis sobre el nacimiento del occitano puede ser que fue una lengua vehicular entre toda la gente de las áreas vecinas. En cualquier caso el occitano debe de haber sido influenciado por circunstancias únicas (en cuanto a Europa) cómo son:
- La estructura orográfica: el occitano es bloqueado en todas sus fronteras por barreras naturales: el mar Mediterráneo, el océano Atlántico, los Pirineos, el Macizo Central y los Alpes.
- Abundancia de zonas poco propensas a la agricultura, lo cual influyó decididamente en el no establecimiento de colonias extranjeras en la antigüedad.
- La inmovilidad de los pueblos prehistóricos de la zona, lo cual generó un sustrato bastante homogéneo.
- Una menor celtización que las regiones vecinas.
- Una antigua y larga romanización.
- Una débil germanización.

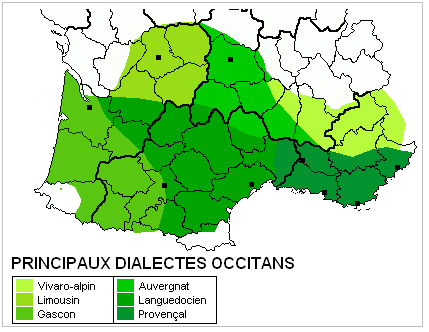
Mapa de los dialectos del occitano hablados en Occitania.

La definición de este territorio viene dada por la extensión de la lengua occitana. Pese a ello el uso de la lengua no está generalizado actualmente: en un territorio con trece millones de habitantes, solo tres millones se estima que son hablantes de occitano.
La lengua occitana solo es reconocida como oficial, protegida y promovida en el Valle de Arán (Cataluña, España); en Italia tiene estatus de lengua protegida y en Francia solo tiene aceptación en la red educativa pero sin reconocimiento legal. 
La Fédération des langues régionales pour l'enseignement public calculaba el número de alumnos en lengua occitana en octubre de 2005 en 4.326.
Según un informe de 2002 del Ministerio francés de Cultura (Rapport au Parlement sur l’emploi de la langue française, 2003), en las escuelas, collèges y lycées públicos y privados concertados, en el curso 2001-02 había matriculados 67.549 alumnos en clases de o en occitano.
A pesar de esta posición social precaria, el occitano fue una de las lenguas oficiales de los Juegos Olímpicos de Turín 2006.
El occitano está compuesto a grandes rasgos por tres grandes grupos dialectales:
- Gascón; aranés.
- Occitano meridional: languedociano y provenzal.
- Noroccitano: limosín, auvernense, vivaroalpino.

### Símbolos

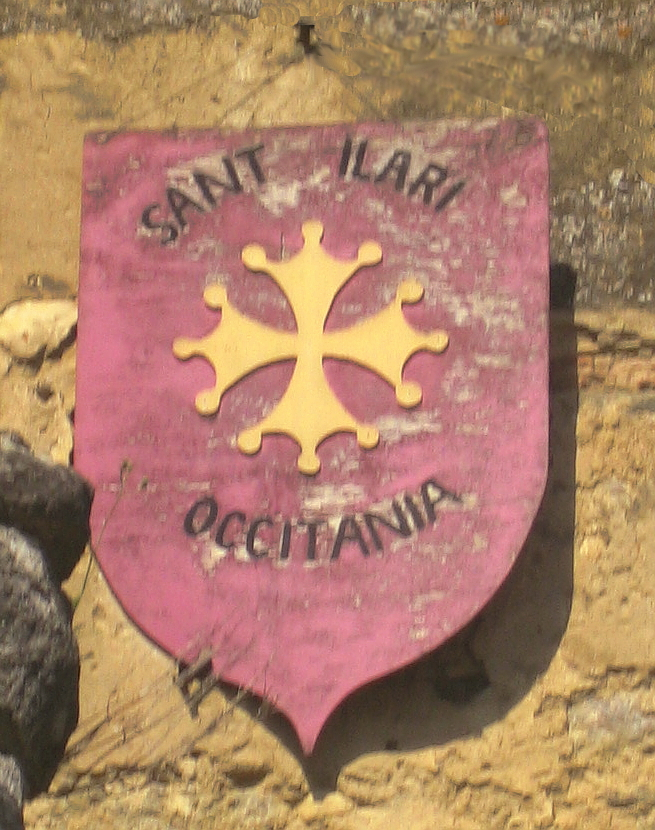
La bandera occitana no tiene carácter oficial en la mayoría del área de influencia lingüística, pero su uso es frecuente (imagen de la localidad de Saint-Hilaire).

Dado que la región carece de un estatus político uniforme, los símbolos occitanos ostentan distintos grados de oficialidad en función del territorio. Entre los más utilizados cabe destacar:
- La canción Se canta, que en sus distintas versiones constituye un himno oficioso del territorio occitano. Esta canción tiene carácter oficial en el Valle de Arán y su uso en ceremonias oficiales dentro de las Valadas Occitanas ha sido regulado por la Ley 482-99.

- La Cruz de Occitania. Símbolo dinástico de los antiguos condes de Tolosa cuya primera descripción documentada data de un sello condal de 1165. La cruz está presente en las banderas oficiales de distintos territorios occitanos como la región francesa de Languedoc-Rosellón, el departamento de Altos Alpes o el Valle de Arán. Su presencia es frecuentísima en la heráldica de las comunas de cultura occitana y se utiliza a menudo para señalar la pertenencia de lugares o comunidades a la cultura occitana (por ejemplo en carteles a la entrada de pueblos).

- Además, la misma cruz sobre fondo rojo y sin más aditamentos constituye la bandera occitana. Esta bandera es oficial en la región de Mediodía-Pirineos, y de uso oficioso generalizado para identificar la cultura occitana (por ejemplo para señalar la versión occitana en paneles indicativos plurilingües en zonas turísticas).

## Movimientos políticos nacionalistas occitanos

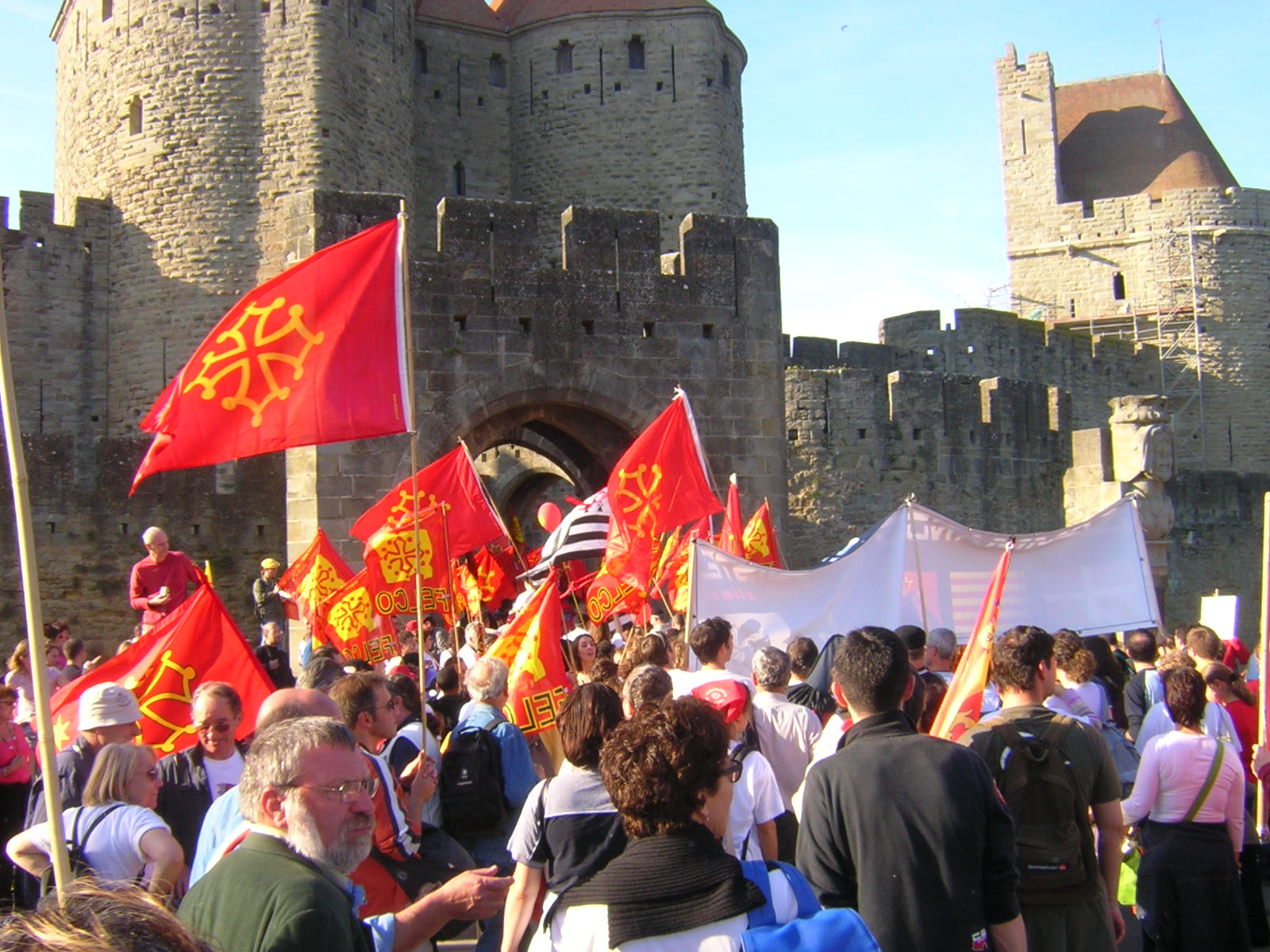
Manifestación occitanista en Carcasona en 2005.

El nacionalismo occitano adquirió expresión política a partir de 1959, con la creación por parte de Francés Fontan del Partit Nacionalista Occitan (actualmente Partit de la Nación Occitana, conocido por las siglas PNO), representando la concreción de las teorías sociopolíticas desarrolladas por los ideólogos occitanistas y sobre todo las de Robèrt Lafont. 
Posteriormente surgieron muchas entidades políticas de duración diversa entre las cuales cabe destacar el movimiento reivindicativo Volèm Viure al País (significativo sobre todo en 1974 a raíz del impulso que consiguió con las manifestaciones que convocó en Larzac) y el Partit Occità que se ha presentado en diversas ocasiones a las elecciones regionales y generales francesas. En la actualidad el regionalismo occitano ha visto concretado parte de sus aspiraciones políticas con la creación de la región administrativa francesa de Occitania, sin embargo existen corrientes críticas occitanas que demandan al gobierno francés la corrección de los límites de la región y la integración en la misma del departamento de Cantal, de lengua y cultura puramente occitanas, y que actualmente está integrado junto con otros cantones que son "mixtos" en la región administrativa de Auvergne-Rhone-Alpes. También los regionalistas occitanos reclaman en la actualidad una mayor presencia del occitano en guarderías y escuelas primarias, y que tome carácter obligatorio junto al francés sin menospreciar a este último.

### Simbología

Bandera utilizada por el nacionalismo occitano.

La bandera nacionalista occitana incorpora una estrella dorada de siete puntas a la tradicional bandera representativa de Occitania. Fue agregada durante los años 70 a propuesta de Francés Fontan y del PNO, simbolizando las siete regiones históricas occitanas al mismo tiempo que representa a la asociación cultural el Félibrige fundada bajo la advocación de la Santa Estela.

### Organizaciones nacionalistas occitanas
Actualmente existen diversos partidos políticos y organizaciones dentro del nacionalismo occitano de diferente signo político, destacándose los siguientes:
- Partido de la Nación Occitana (PNO)
- Partit Occitan (PO)
- Libertat!
- Lucha Occitana (LO) (disuelto en 1974)
- Anaram Au Patac (AAP) (disuelto en 2009)